# Coccidoctonus pseudococci
Coccidoctonus pseudococci är en stekelart som först beskrevs av Jean Risbec 1954.  Coccidoctonus pseudococci ingår i släktet Coccidoctonus och familjen sköldlussteklar. Inga underarter finns listade i Catalogue of Life.